# Welsh-Romani
Welsh Romani (oder Welsh Romany; Eigenbezeichnung: Kååle) ist ein Dialekt des Romani oder Romanes, der von walisischen Roma gesprochen wurde. Roma kamen im Mittelalter nach Europa; Romani in Großbritannien wurde im 16. Jahrhundert erstmals schriftlich erwähnt. Welsh-Romani starb in der zweiten Hälfte des 20. Jahrhunderts aus. Welsh Romani ist dank des Bibliothekars und Roma-Forschers John Sampson in seinem monumentalen Werk The dialect of the Gypsies of Wales, being the older form of British Romani preserved in the speech of the clan of Abram Wood ausführlich dokumentiert.

## Klassifikation
Welsh Romani ist eine Variante des Romani, das in vielen Ländern Europas gesprochen wird. Welsh Romani ist damit verwandt mit Dialekten des Romani, wie sie in Frankreich, Deutschland (Sinti), Skandinavien, Spanien, Polen, Nord-Russland und den Baltischen Staaten gesprochen werden. Diese Dialekte sind Varianten der indoarischen Sprache Romani, das aus Indien einwandernde Roma im späten Mittelalter nach West-, Nord- und Südeuropa brachten.
In der sprachwissenschaftlichen Forschung hat es verschiedene Ansätze gegeben, die Romani-Dialekte zu klassifizieren, von drei Untergruppen bis zu acht Untergruppen des Romani. In einigen Klassifikationen wird Welsh Romani ebenso wie das ausgestorbene, ehemals in England gesprochene Romani der Romanichal zum nördlichen Zweig der Romani-Dialekte gezählt, zu dem auch das Romani in Finnland oder das deutsche Sintitikes gehören. Eine alternative sprachwissenschaftliche Klassifikation ist, das englische Romani und das Welsh Romani als einen von anderen Romani-Dialekten unabhängigen Zweig, das britische Romani, zu sehen.

## Geschichte
Die Ursprünge des Romani liegen wahrscheinlich in Zentralindien. Um 1200 ist das Erscheinen der ersten Roma in Europa belegt. Die Romani-Dialekte in Europa haben sich seitdem unabhängig von anderen indoarischen Sprachen entwickelt. Ab 1600 lebten Roma in allen europäischen Ländern, auch im heutigen Großbritannien. Ein erster überlieferter schriftlicher Beleg dafür, dass Romani in Großbritannien gesprochen wurde, ist ein Text von Andrew Borde, der 1547 über einige Roma, auf die er in einer Taverne traf, und deren Egipt speche (dt. ‚ägyptische Sprache‘) schrieb.
Nach Großbritannien gelangten vom 15. bis 17. Jahrhundert zwei Roma-Gruppen, die Kale (in Südwales) und die Romanichal (in England und in Nordwales). Diese zwei Gruppen sprachen zwei verschiedene Varianten des Romani. Während das Romani der Romanichal in England und Nordwales im späten 19. Jahrhundert ausstarb, wurde das Welsh Romani der Kale bis in die zweite Hälfte des 20. Jahrhunderts noch von einigen Roma-Familien in Südwales gesprochen.
Heute gilt auch das Welsh-Romani als ausgestorben und Englisch ist für viele Roma-Familien in England und Wales die Muttersprache. Ferner wird Angloromani, eine Mischsprache aus Romani und Englisch, in England und Wales noch bis in die Gegenwart gesprochen.

## Wortschatz
Der größere Teil des Wortschatzes des Welsh Romani ist indoarischen Ursprungs. Zudem gibt es Lehnwörter aus dem Walisischen (melanō „gelb“ von melyn, grīga „Heidekraut“ von grug und kraŋka „Krabbe“ von cranc) und dem Englischen (vlija „Dorf“, spīdra „Spinne“ und bråmla „Brombeere“).

## Forschung
Ein Meilenstein in der Erforschung des Welsh Romani ist das umfangreiche Werk von John Sampson. Sampson, eigentlich Bibliothekar, war Mitglied der Gypsy Lore Society in Liverpool, die sich mit der Sprache und Kultur der Roma in Großbritannien befasste. Sampson lernte 1894 Mitglieder der Roma-Familie Wood kennen, die noch Welsh Romani beherrschten, während die meisten anderen Roma-Familien nur noch Angloromani sprachen. Sampson begann 1896 die Arbeiten an einem Wörterbuch des Welsh Romani, das 30 Jahre später, 1926, unter dem Titel The dialect of the Gypsies of Wales, being the older form of British Romani preserved in the speech of the clan of Abram Wood veröffentlicht wurde.